# Harje
Harje je naselje u slovenskoj Općini Laškom. Harje se nalazi u pokrajini Štajerskoj i statističkoj regiji Savinjskoj. 

## Stanovništvo
Prema popisu stanovništva iz 2002. godine naselje je imalo 129 stanovnika.